# Pop Dell’Arte
Pop Dell’Arte ist eine portugiesische Avantgarde-Pop-Band aus Lissabon.

## Geschichte
Ende 1984/Anfang 1985 entstand die Gruppe nach dem Ende der New-Wave-Band Ezra Pound, im Campo de Ourique-Viertel in Lissabon. Vom New Wave geprägt, war es vor allem der variantenreiche Gesang des extrovertierten Sängers João Peste, die der Band erste Aufmerksamkeit brachte, etwa der Originalitäts-Preis beim Bandwettbewerb 1985 im Rock Rendez-Vous. Die Gründung des Independent-Labels Ama Romanta durch den Sänger ermöglichte der Band Schallplatten-Veröffentlichungen. Auf ihren Debütalbum Free Pop war u. a. der Mão-Morta-Sänger Adolfo Luxúria Canibal Gastmusiker. Die Musik war eine eigenwillige Mischung aus New Wave, Acid House und verschiedenen modernen und früheren Popmusik-Stilen.
1989 löste sich die Gruppe auf. 1991 erschien eine Zusammenstellung ihrer bisher erschienenen Lieder, und die Band kam in neuer Formation erneut zusammen. Nach dem wirtschaftlichen Zusammenbruch des Ama-Romanta-Labels veröffentlichte die Band bei wechselnden Plattenfirmen. Nach ihrem Album Sex Symbol 1995 trat die Gruppe in eine weitere Ruhephase, von gelegentlichen Auftritten unterbrochen. 2010 erschien ein neues Album, und rückte die Band erneut ins Blickfeld der Musikszene des Landes.
Die Band tritt weiterhin live auf, etwa beim vierten Musik-, Literatur- und Kunstfestival Festival Silêncio 2012 in Lissabon (u. a. mit Rodrigo Leão und Mão Morta im Cinema São Jorge).

## Rezeption
Die Band wird in erster Linie als Idee ihres Gründers João Peste betrachtet. Dieser zeichnet sich durch ein exzentrisches, unangepasstes Auftreten aus. Seine Texte drehen sich um Drogen, Homosexualität, Glamour, aber auch um vorgeblich alltägliche Dinge, die durch ungewöhnliche Betonungen, einer dadaistischen Sprache oder anderen Stilmitteln entfremdet oder ironisch gebrochen werden. Meist geht die Band in Musik, Text und Grafik spielerisch bis kritisch mit bürgerlichen Werten und Symbolen der Konsumgesellschaft um, oft übertrieben und provokant.
Die Band galt nach ihrer Entstehung als ein Motor der unabhängigen Musikszene Portugals, wegen ihrer stilübergreifenden innovativen Musik, aber auch wegen ihrer Ausrichtung auf die Independent-Szenen abseits der Unterhaltungsindustrie. Die Band erhielt ihren Ruf als unabhängige Band auch durch die Gründung des wegweisenden Independent-Labels Ama Romanta durch Sänger João Peste. Zusammen mit dem Konzertort Rock Rendez-Vous galt das Label als ein wesentlicher Motor für die Weiterentwicklung der portugiesischen Independent-Musik-Szene Mitte der 1980er Jahre.
Bis heute hat sich die Band ihren Ruf als kreative Formation erhalten und gilt weiter als unangepasste und eigenständige Gruppierung. So erhielt 2010 die Veröffentlichung des ersten neuen Albums seit 1995 eine breite Aufmerksamkeit in den Medien des Landes.

## Diskografie
- 1987: Free Pop (LP; CD-Wiederveröf.: 1991, 1999, 2011)
- 1987: Free Pop (Single und Maxisingle)
- 1987: Querelle (Maxisingle)
- 1989: Illogik Plastik (Mini-LP)
- 1991: 2002/MC Holy (Maxisingle)
- 1991: Arriba! Avanti! Pop Dell’Arte (Best-of-CD; Wiederveröf.: 1999)
- 1993: Ready Made (Mini-CD, Wiederveröf.: 2000)
- 1995: Sex Symbol (CD)
- 1995: My Funny Ana Lana (CD-Single)
- 1995: Poppa Mundi/Be Bop (CD-Single)
- 2002: So Goodnight (Mini-CD)
- 2006: POPlastik 1985–2005 (Best of, mit 3 neuen Stücken)
- 2007: Querelle (The-Glimmers-Remix-CD-Single)
- 2007: Adonis presents Pop Dell’Arte: No way back (Maxisingle)
- 2010: Contra-Mundum (CD)
- 2011: Pop Dell’Arte (Compilation-CD+Comic)
- 2012: Bandas Míticas II, Vol. 29 (Best-of-Serie)
- 2020: Transgressio global